# Hans Kayser (Ägyptologe)
Hans Kayser (* 18. Januar 1911 in Teutleben; † 9. Oktober 1989 in Heidelberg) war ein deutscher Ägyptologe.
Hans Kayser studierte von 1930 bis zur Promotion 1935 Ägyptologie an der Universität Heidelberg bei Hermann Ranke, von 1935 bis 1937 war er dort als Assistent tätig. 1937 bis 1941 arbeitete er am Herzoglichen Museum in Gotha. 1941 wurde er Assistent am Roemer- und Pelizaeus-Museum in Hildesheim unter Günther Roeder und organisierte mit diesem 1943 die kriegsbedingte Auslagerung der Bestände. 1945 wurde er Direktor des Museums und überzeugte 1956 die Stadt Hildesheim, das kriegszerstörte Museum wieder aufzubauen, das er dann 1959 neu eröffnen konnte. 1974 trat er in den Ruhestand.